# Героическая (выставка)
Героическая / Живая сила — групповая художественная выставка ростовского товарищества «Искусство или смерть» и арт-группы «Живая сила», проведённая в мае-июне 1992 года в Ростове-на-Дону в Ростовском областном музее изобразительных искусств на Пушкинской ул., 115.

## История
Выставка проходила с 20 мая по 17 июня 1992 года в Ростовском областном музее изобразительных искусств на Пушкинской ул., 115. Инициатива проведения выставки принадлежала лидеру ростовской арт-группы «Живая сила» Александру Елисееву и Сергею Тимофееву, участнику товарищества «Искусство или смерть». Большая часть товарищества к этому моменту уже перебралась в Москву, где под началом Авдея Тер-Оганьяна художники буйствовали под крышей галереи в Трёхпрудном переулке. Тимофеев же ещё оставался в Ростове, записывал второй альбом своей группы «Пекин Роу-Роу».

## Работы
Владимир Вещевайлов — «Игра в классики»; Александр Елисеев — «Нападение сфинкса», «Бой с анакондой», «Куинджи — это голова», «Вулкан»; Николай Константинов — «Боевой слон»; Сергей Соколовский — «Пирофобия», «Александр», «Близнецы», «Охота»; Сергей Тимофеев — «Спасение», «Царская свадьба»;  Юрий Шабельников/Александр Кисляков — инсталляция.

## Участники выставки
- Владимир Вещевайлов
- Александр Елисеев
- Александр Кисляков
- Николай Константинов
- Сергей Соколовский
- Сергей Тимофеев
- Юрий Шабельников